# Trinity (álbum de Visions of Atlantis)
Trinity (Trinidad) es el tercer álbum de estudio de la banda austriaca de power metal sinfónico, Visions of Atlantis con la actuación de la vocalista estadounidense Melissa Ferlaak. La fecha de lanzamiento fue el 25 de mayo de 2007 en Europa y 25 de junio del mismo año en Estados Unidos.

## Lista de canciones
| N.º | Título                  | Duración |  |
| 1.  | «At The Back of Beyond» | 3:28     |  |
| 2.  | «The Secret»            | 4:10     |  |
| 3.  | «Passing Dead End»      | 4:24     |  |
| 4.  | «The Poem»              | 5:24     |  |
| 5.  | «Nothing Left»          | 3:10     |  |
| 6.  | «My Darkside Home»      | 4:05     |  |
| 7.  | «Wing-Shaped Heart»     | 4:37     |  |
| 8.  | «Return to You»         | 5:14     |  |
| 9.  | «Through My Eyes»       | 4:13     |  |
| 10. | «Flow This Desert»      | 4:43     |  |
| 11. | «Seven Seas»            | 4:09     |  |

## Miembros
- Melissa Ferlaak - Voz femenina
- Mario Plank - Voz masculina
- Thomas Caser - Batería
- Wolfgang Koch - Guitarra
- Mike Koren - Bajo
- Martin Harb - Teclado

## Créditos
- Jan Vacik - Piano, Teclado, Orquesta
- Hans Valter - Programación de orquesta
- Anssi Kippo - Edición
- Anthony Clarkson - Carátula, Logo, Diseño
- Toni Härkönen - Fotografía
- Mika Jussila - Masterización
- Jan Vacik - Grabación, Mezcla